# Polinago
Polinago – miejscowość i gmina we Włoszech, w regionie Emilia-Romania, w prowincji Modena.
Według danych na rok 2004 gminę zamieszkiwały 1863 osoby, 35,2 os./km².